# 角嘴街道
角嘴街道，是中华人民共和国广西壮族自治区梧州市万秀区下辖的一个乡镇级行政单位。

## 行政区划
角嘴街道下辖以下地区：
珠山社区、新兴社区、新华社区、奥奇丽社区、高旺社区、潘塘社区、塘源社区和蓝天社区。